# Anton Kur'janov
Anton Alekseevič Kur'janov (in russo Антон Алексеевич Курьянов?; Ust-Kamenogorsk, 11 marzo 1983) è un hockeista su ghiaccio russo.

## Palmarès

### Mondiali
- 1 medaglia:
  - 1 oro (Svizzera 2009)